# Siegfried Klaschka
Siegfried Klaschka (* 1955) ist ein deutscher Sinologe.

## Leben
Von 1976 bis 1977 studierte er Rechtswissenschaften an der Universität Tübingen, dort von 1977 bis 1979 Sinologie und Germanistik, von 1979 bis 1980 an der National Taiwan Normal University und von 1980 bis 1985 Sinologie und Germanistik in Tübingen; im selben Zeitraum sechs Chinaaufenthalte von jeweils ein bis zwei Monaten Dauer. Nach dem Magister Artium 1985 war er von 1985 bis 1986 Doktorand (Stipendiat) an der Universität Tübingen. Nach der Promotion 1991 zum Dr. phil. an der Universität Tübingen war er von 1991 bis 1993 wissenschaftlicher Assistent an der Universität Erlangen-Nürnberg. Von 1993 bis 1994 vertrat er die Professur für Sinologie an der Universität Tübingen. Von 1994 bis 1997 war er wissenschaftlicher Assistent an der Universität Erlangen-Nürnberg. Von 1991 bis 1996 arbeitete er an der Habilitationsschrift (Die chinesische Reportageliteratur: Das Genre baogao wenxue und seine politisch-gesellschaftlichen Bezüge) in China und Erlangen. Nach der Habilitation 1997 zum Dr. phil. habil. war er von 1997 bis 2000 Akademischer Rat a. Z. an der Universität Erlangen-Nürnberg. Seit 2000 ist er Fernsehjournalist (Autor und Chef vom Dienst der SWR-Wissenschaftsredaktion / Planungskoordinator für aktuelle Wissenschaftsberichterstattung im ARD-Programm). Seit 2004 lehrt er als außerplanmäßiger Professor für Sinologie am Institut für Außereuropäische Sprachen und Kulturen in Erlangen-Nürnberg.
Seine Forschungsschwerpunkte sind historische und aktuelle Entwicklung der chinesischen Massenmedien, Politik und Ideologie der Volksrepublik China, neuere chinesische Geschichte, chinesische Gegenwartsliteratur, insbesondere dokumentarische Erzählformen und Korruption im alten China.

## Schriften (Auswahl)
- Die Rehabilitierung Liu Shaoqis in der chinesischen Presse. München 1987, ISBN 3-597-10598-X.
- Die Presse im China der Modernisierungen. Historische Entwicklung, theoretische Vorgaben und exemplarische Inhalte. Hamburg 1991, ISBN 3-925630-54-6.
- Die chinesische Reportageliteratur. Das Genre baogao wenxue und seine politisch-gesellschaftlichen Bezüge. Wiesbaden 1998, ISBN 3-447-04012-2.
- als Übersetzer mit Peter Hoffmann: Wen Yiduo: Tanz in Fesseln. Essays, Reden, Briefe. Bochum 2000, ISBN 3-89733-042-3.